# Wait a Minute My Girl
Wait a Minute My Girl ist ein Lied der dänischen Heavy-Metal-Band Volbeat. Es wurde am 2. Juni 2021 über Vertigo Records veröffentlicht.

## Inhalt
Das Lied ist ein Metal-Lied, das vom Sänger und Gitarristen Michael Poulsen geschrieben wurde. Der Text ist in englischer Sprache verfasst. Wait a Minute My Girl ist 2:20 Minuten lang, wurde in der Tonart cis-Moll geschrieben und weist ein Tempo von 92 BPM auf. Produziert wurde das Lied von Jacob Hansen und Michael Poulsen. Das Lied entstand während eines Lockdowns während der COVID-19-Pandemie. Michael Poulsen, Schlagzeuger Jon Larsen und Bassist Kaspar Boye Larsen nahmen ihre Parts in Dänemark mit Jacob Hansen auf, während der Gitarrist Rob Caggiano seinen Anteil in New York City aufnahm.
Als Gastmusiker sind der Saxofonist Doug Corcoran und der Pianist Raynier Jacob Jacildo zu hören, die bereits 2019 mit Volbeat das Lied Die to Live einspielten. Mia Maja ist als Gastsängerin zu hören. In dem Lied geht es um eine Sommerromanze, bei der der Mann das Gefühl hat, das diese zu Ende geht. Anstatt getrennten Wege zu gehen, fleht der Mann die Frau an, bei ihm zu bleiben. Außerdem soll das Lied das „Gefühl und die Stimmung“ des nahenden Sommers widerspiegeln. Für das Lied wurde ein Musikvideo veröffentlicht, bei dem Sean Donnelly Regie führte. Poulsen wurde durch den Dokumentarfilm The Lady and the Dale auf Donnelly und seine Firma Awesome + Modest aufmerksam.
Zeitgleich veröffentlichten Volbeat die Single Dagen Før, bei dem die Alphabeat-Sängerin Stine Bramsen als Gastsängerin zu hören ist. Dieses Lied folgt der Tradition von Volbeat-Liedern wie The Garden’s Tale, Maybellene i Hofteholder und For evigt, dessen Texte teilweise in dänischer Sprache verfasst sind. Für Bramsen ist Dagen Før das erste Lied, bei dem sie auf Dänisch singt. Beide Lieder erscheinen auf dem für den 3. Dezember 2021 angekündigten achten Studioalbum Servants of the Mind.

## Rezeption
Paul Monkhouse vom Onlinemagazin Metal Planet Music beschrieb das Lied als „zuckerüberzogener Rausch von wildem 60er-Jahre-Rock ’n’ Roll, der auf muskulösen und melodischen Punk trifft“. Wenn die Lieder „Sie nicht zum Lächeln bringen sollten, überprüfen Sie besser Ihren Puls“. Ronny Bittner vom deutschen Magazin Rock Hard kritisierte die Saxofon- und Piano-Beiträge des Liedes als „erzwungen und hölzern“.
Bei den iHeartRadio Music Awards 2022 wurde Wait a Minute My Girl in der Kategorie Rock Song of the Year nominiert. Der Preis ging jedoch an die Foo Fighters für ihr Lied Waiting on a War.

## Kommerzieller Erfolg

### Chartplatzierungen
| ChartsChartplatzierungen | Höchstplatzierung | Wochen |
| ------------------------ | ----------------- | ------ |
| Schweden (GLF)           | 81 (1 Wo.)        | 1      |

Darüber hinaus erreichten Volbeat die Nummer eins der Billboard Mainstream Rock Songs. Es war die neunte Nummer eins für die Band, die damit mit Aerosmith gleichzog.

### Auszeichnungen für Musikverkäufe
| Land/Region       | Auszeichnungen für Musikverkäufe (Land/Region, Auszeichnung, Verkäufe) | Verkäufe |
| ----------------- | ---------------------------------------------------------------------- | -------- |
| Österreich (IFPI) | Gold                                                                   | 15.000   |
| Insgesamt         | 1× Gold ·                                                              | 15.000   |